# Scopula aspilataria
Scopula aspilataria là một loài bướm đêm trong họ Geometridae.